# Boca a boca
Boca a boca is een Spaanse film uit 1995, geregisseerd door Manuel Gómez Pereira.

## Verhaal
Om financiële redenen werkt een acteur zonder opdracht voor een telefoonseksbedrijf. Op een dag krijgt hij een telefoontje van de mysterieuze vrouw van een van zijn beste klanten.

## Rolverdeling
| Acteur                  | Personage       |
| ----------------------- | --------------- |
| Javier Bardem           | Víctor Ventura  |
| Aitana Sánchez-Gijón    | Amanda          |
| Josep Maria Flotats     | Bill / Ricardo  |
| María Barranco          | Angela          |
| Myriam Mézières         | Sheila Crawford |
| Jordi Bosch             | Belvedere       |
| Tres Hanley             | Debra Reynolds  |
| Alastair Mackenzie      | Oswaldo         |
| Kiti Mánver             | Lucy            |
| Fernando Guillén Cuervo | Raúl            |

## Ontvangst

### Recensies
Op Rotten Tomatoes geeft 33% van de 9 recensenten de film een positieve recensie, met een gemiddelde score van 5,82/10. 

### Prijzen en nominaties
De film won 7 prijzen en werd 10 keer genomineerd. Een selectie:
| Jaar | Evenement                  | Categorie                | Genomineerde                                                          | Resultaat   |
| ---- | -------------------------- | ------------------------ | --------------------------------------------------------------------- | ----------- |
| 1996 | Premios Goya (10de editie) | Beste film               | Boca a boca                                                           | Genomineerd |
| 1996 | Premios Goya (10de editie) | Beste regisseur          | Manuel Gómez Pereira                                                  | Genomineerd |
| 1996 | Premios Goya (10de editie) | Beste acteur             | Javier Bardem                                                         | Gewonnen    |
| 1996 | Premios Goya (10de editie) | Beste mannelijke bijrol  | Fernando Guillén Cuervo                                               | Genomineerd |
| 1996 | Premios Goya (10de editie) | Beste origineel scenario | Joaquín Oristrell, Naomi Wise, Juan Luis Iborra, Manuel Gómez Pereira | Genomineerd |
| 1996 | Premios Goya (10de editie) | Beste montage            | Guillermo Represa                                                     | Genomineerd |
| 1996 | Premios Goya (10de editie) | Beste productiemanager   | Joseán Gómez                                                          | Genomineerd |
| 1996 | Premios Goya (10de editie) | Beste geluid             | Carlos Faruolo, James Muñoz, Brian Saunders                           | Genomineerd |